# Klauwaapjes
De klauwaapjes (Callitrichidae) zijn een familie van de breedneusapen (Platyrrhini). De wetenschappelijke naam van de familie werd in 1821 gepubliceerd door John Edward Gray.

## Taxonomie
Ze behoren tot de kleinste aapjes ter wereld. Voorheen werd de familie als een onderfamilie van de kapucijnapen en doodshoofdaapjes beschouwd, maar onderzoek heeft aangetoond dat de klauwaapjes weliswaar nauw verwant zijn aan de kapucijnapen en doodshoofdaapjes (Cebidae), maar genoeg verschillen om in een eigen familie geplaatst te worden.
Tot deze familie behoren verscheidene kleine Latijns-Amerikaanse apensoorten, waaronder de Atlantische oeistiti's en Amazone-oeistiti's, ook wel penseelaapjes of zijdeaapjes genoemd, de dwergzijdeaapjes, de tamarins, de leeuwaapjes en de springtamarin.

## Kenmerken
De soorten verschillen in grootte van het dwergzijdeaapje, dat 17,5 tot 19 centimeter lang wordt en 120 tot 190 gram zwaar, tot de leeuwaapjes, die 34 tot 40 centimeter lang worden en 630 tot 710 gram zwaar. De klauwaapjes hebben geen vingers met nagels, maar kleine klauwtjes.

## Verspreiding en leefgebied
Ze leven voornamelijk in het tropisch regenwoud van noordelijk Zuid-Amerika, maar ze komen ook voor in drogere bossen, galerijbossen en beboste savannes, tot in de cerrado en de caatinga. De meeste soorten leven in het Amazoneregenwoud, enkele soorten leven in het bedreigde Atlantische regenwoud, de regenwouden van noordelijk Colombia en in Panama en Costa Rica.

## Gedrag
Klauwaapjes zijn dagdieren. Ze leven in de bomen en in de ondergroei. 's Nachts slapen ze in boomholten of op gevorkte takken.
Met snelle bewegingen en sprongen bewegen ze zich op een eekhoornachtige manier tussen de takken.
Ze eten voornamelijk kleine zoete vruchten, bloemen, nectar, plantensappen als gom en het sap van de Braziliaanse rubberboom, en knoppen, en dierlijk voedsel als insecten, (voornamelijk sprinkhanen, kevers en wandelende takken) spinnen, slakken, kikkers en hagedissen. Klauwaapjes zijn een belangrijke verspreider van zaden.

## Voortplanting
Ze vormen kleine groepjes van vijf à zes, soms tot wel twintig dieren. Meestal bestaan deze groepjes uit een ouderlijk paar en hun jongen, aangevuld met enkele onverwante dieren. Alleen het dominante vrouwtje mag paren, en meestal paart ze met meerdere mannetjes. De jongen zijn bij de geboorte vrij groot, ongeveer een kwart van het volwassen lichaamsgewicht.
De vader en andere groepsleden helpen mee met de zorg voor de jongen, en de jongen worden door alle groepsleden op de rug gedragen. De dieren vlooien elkaar en spelen. Met geluiden houden ze contact met andere leden van de groep.
Ze zijn territoriaal en markeren hun territorium met geuren uit de klieren op de borst en de genitaliën. Mocht een dier de territoriumgrenzen overschrijden, wordt het gewaarschuwd door de bezitters van het territorium met kreetjes en gebaren.
De soorten hebben verscheidene eigenschappen gemeen die overige Zuid-Amerikaanse apen missen. Zo krijgen klauwaapjes geregeld tweelingen. De springtamarins zijn een uitzondering, zij krijgen over het algemeen eenlingen.

## Bedreiging
Boskap is de grootste bedreiging voor de klauwaapjes. Vooral de soorten uit het Atlantisch regenwoud, waaronder de leeuwaapjes, en soorten met een beperkt leefgebied worden bedreigd.

## Soorten
Deze familie bestaat uit 7 levende geslachten met 54 soorten.
- Geslacht: Callimico (Springtamarins) (1 soort)
  - Callimico goeldii (Springtamarin)
- Geslacht: Callithrix (Atlantische oeistiti's) (6 soorten)
  - Callithrix aurita (Witoorzijdeaapje)
  - Callithrix flaviceps (Geelkoppenseelaapje)
  - Callithrix geoffroyi (Witgezichtoeistiti)
  - Callithrix jacchus (Gewoon penseelaapje)
  - Callithrix kuhlii (Wieds zwartpluimpenseelaapje)
  - Callithrix penicillata (Zwartoorpenseelaapje)
- Geslacht: Cebuella (Dwergzijdeaapjes) (2 soorten)
  - Cebuella niveiventris
  - Cebuella pygmaea (Dwergzijdeaapje)
- Geslacht: Leontopithecus (Leeuwaapjes) (4 soorten)
  - Leontopithecus caissara (Zwartkopleeuwaapje)
  - Leontopithecus chrysomelas (Goudkopleeuwaapje)
  - Leontopithecus chrysopygus (Roodstuitleeuwaapje)
  - Leontopithecus rosalia (Gouden leeuwaapje)
- Geslacht: Mico (Amazone-oeistiti's) (16 soorten)
  - Mico acariensis
  - Mico argentatus (Zwartstaartzilverzijdeaapje)
  - Mico chrysoleucos (Geelvoetzijdeaapje)
  - Mico emiliae (Snethlages zijdeaapje)
  - Mico humeralifer (Witschouderzijdeaapje)
  - Mico humilis (Roosmalens dwergzijdeaapje)
  - Mico intermedius (Aripuanazijdeaapje)
  - Mico leucippe (Wit zijdeaapje)
  - Mico marcai (Marca's zijdeaapje)
  - Mico mauesi (Mauészijdeaapje)
  - Mico melanurus (Zwartstaartzijdeaapje)
  - Mico munduruku
  - Mico nigriceps (Zwartkopzijdeaapje)
  - Mico rondoni
  - Mico saterei
  - Mico schneideri
- Geslacht: Leontocebus (Bruinrugtamarins) (10 soorten) [3]
  - Leontocebus cruzlimai
  - Leontocebus fuscicollis (Bruinrugtamarin)
  - Leontocebus fuscus (Lessons zadelrugtamarin)
  - Leontocebus illigeri (Illigers zadelrugtamarin)
  - Leontocebus lagonotus (Roodmantelzadelrugtamarin)
  - Leontocebus leucogenys (Andeszadelrugtamarin)
  - Leontocebus nigricollis (Zwartrugtamarin)
  - Leontocebus nigrifrons (Geoffroys zadelrugtamarin)
  - Leontocebus tripartitus (Goudmanteltamarin)
  - Leontocebus weddelli (Weddells zadelrugtamarin)

- Geslacht: Saguinus (Tamarins) (15 soorten)
  - Saguinus bicolor (Mantelaapje)
  - Saguinus geoffroyi (Geoffroys tamarin of roodnektamarin)
  - Saguinus imperator (Zwartkinkeizertamarin)
  - Saguinus inustus (Vlekkoptamarin)
  - Saguinus kulina
  - Saguinus labiatus (Roodbuiktamarin)
  - Saguinus leucopus (Witvoettamarin)
  - Saguinus martinsi (Martinsmantelaapje)
  - Saguinus midas (Roodhandtamarin)
  - Saguinus mystax (Snortamarin)
  - Saguinus niger (Westelijke zwarthandtamarin)
  - Saguinus oedipus (Pinchéaapje)
  - Saguinus pileatus (Roodkoptamarin)
  - Saguinus subgrisescens (Baardkeizertamarin)
  - Saguinus ursula (Oostelijke zwarthandtamarin)